# Henry Poehler

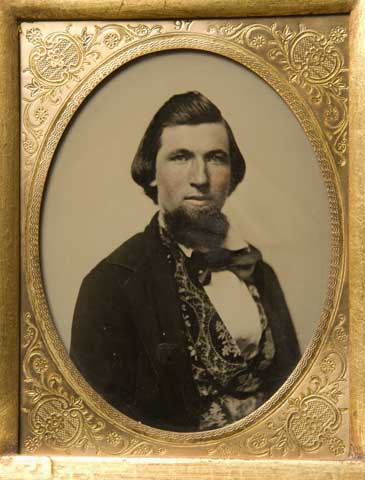
Henry Poehler

Henry Poehler (* 22. August 1833 in Hiddesen, Lippe; † 18. Juli 1912 in Henderson, Minnesota) war ein US-amerikanischer Politiker. Zwischen 1879 und 1881 vertrat er den Bundesstaat Minnesota im US-Repräsentantenhaus.

## Werdegang
Der auf dem Gebiet des Deutschen Bundes geborene Henry Poehler wurde zunächst von seinem Vater, der eine Schule unterhielt, unterrichtet. Im Jahr 1848 wanderte er in die Vereinigten Staaten aus. Dort ließ er sich zunächst in Burlington (Iowa) nieder, wo er die öffentlichen Schulen besuchte. Über Saint Paul kam er im Jahr 1854 nach Henderson im Minnesota-Territorium. Dort wurde er vor allem im Getreidehandel tätig. Zwischen 1856 und 1861 war er Posthalter in seiner neuen Heimatstadt. Damals begann er auch eine politische Laufbahn als Mitglied der Demokratischen Partei.
In den Jahren 1857, 1858 und 1865 saß er als Abgeordneter im Repräsentantenhaus von Minnesota. Zwischen 1865 und 1868 war er Mitglied und Vorsitzender im Bezirksrat des Sibley County. Von 1872 bis 1873 sowie nochmals zwischen 1876 und 1877 gehörte Poehler dem Senat von Minnesota an. Bei den Kongresswahlen des Jahres 1878 wurde er im zweiten Wahlbezirk von Minnesota in das US-Repräsentantenhaus in Washington, D.C. gewählt, wo er am 4. März 1879 die Nachfolge des Republikaners Horace B. Strait antrat. Da er bei den Wahlen des Jahres 1880 gegen Strait verlor, konnte er bis zum 3. März 1881 nur eine Legislaturperiode im Kongress absolvieren.
Nach seiner Zeit im US-Repräsentantenhaus bewarb sich Poehler erfolglos um den Posten des Finanzministers von Minnesota. Er wurde aber mehrfach zum Bürgermeister von Henderson gewählt. Im Jahr 1889 zog er nach Minneapolis, wo er weiter im Handelsgeschäfte betrieb. Sein Schwerpunkt lag auf dem Getreidehandel. Seit 1895 lebte Poehler in Los Angeles. Er starb am 18. Juli 1912 während eines Besuchs in Henderson.